# NGC 7064
NGC 7064 (другие обозначения — PGC 66836, ESO 188-9, IRAS21255-5259) — спиральная галактика с перемычкой (SBc) в созвездии Индеец.
Этот объект входит в число перечисленных в оригинальной редакции «Нового общего каталога».